# Pass Diesrut
Der Pass Diesrut (deutsch Diesrutpass) ist ein Saumpfad in den Schweizer Alpen. Er verbindet die Surselva mit dem Val Lumnezia, beide im Kanton Graubünden.

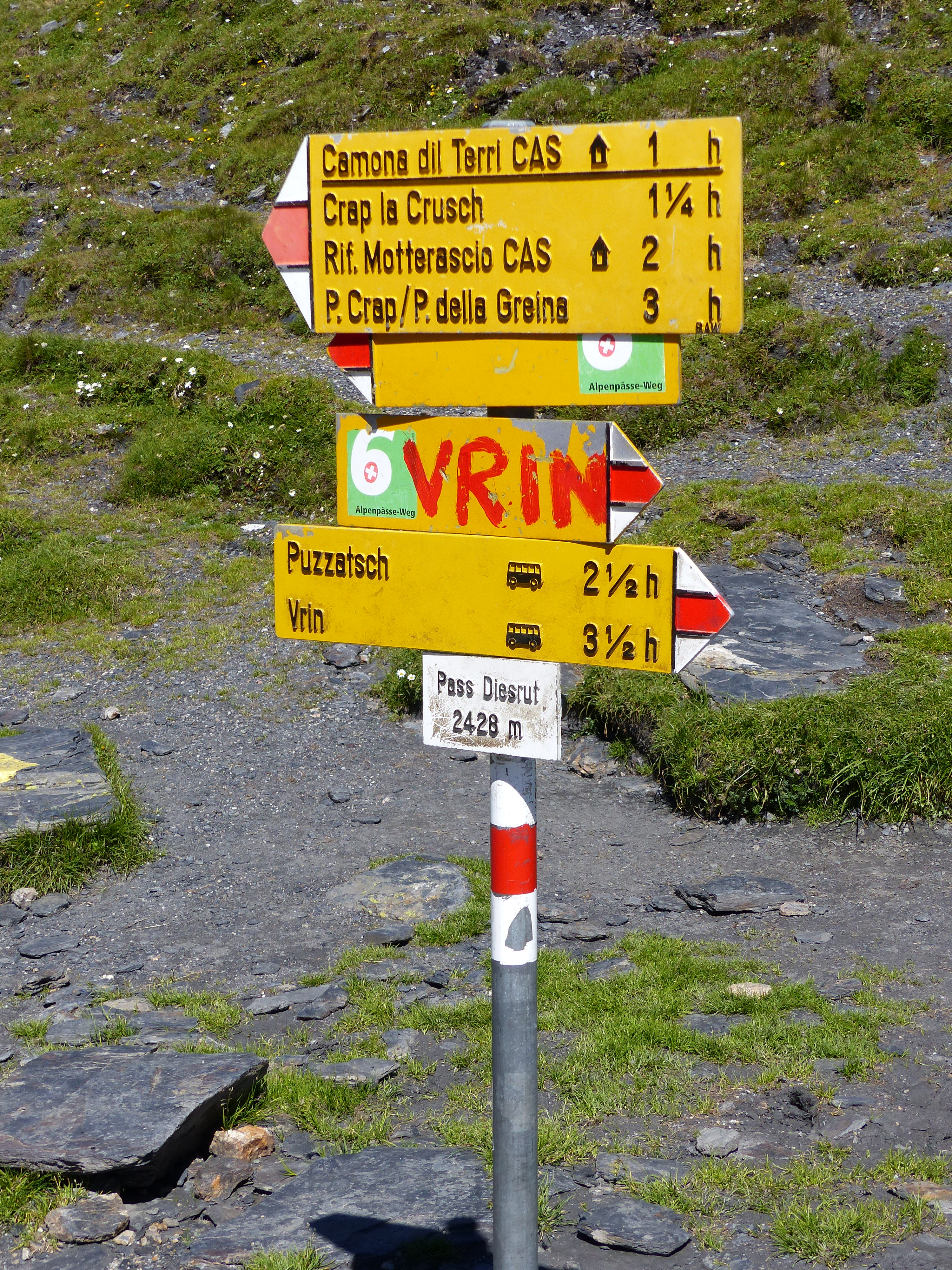
Wegweiser auf der Passhöhe

Es ist ein oft begangener Übergang mit einem Wanderweg (weiss-rot-weiss markiert) von Sumvitg oder der Greina (Terrihütte) nach Vrin.
Der Pass bildet einen weiten Sattel zwischen dem Piz Tgietschen und dessen Vorgipfel Piz Ner im Norden und dem Piz Stgir im Süden. Der Name setzt sich aus den beiden romanischen Wörtern «dies» (vom lateinischen dorsum «Rücken») und «rut» (vom lateinischen ruptus «zerbrochen») zusammen.

## Fussnoten
1. ↑  Wandersite: Greina-Hochebene
2. ↑  Pass Diesrut 2428 m sac-cas.ch